# Амальгама (стоматология)

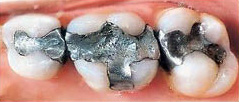
Амальгамные пломбы

«Амальгама» — профессиональное название одного из пломбировочных материалов, в свойствах которого используется способность ртути растворять некоторые металлы. «Амальгама» является наиболее прочным пломбировочным материалом, который применяется в зубоврачевании более 100 лет. За этот период состав амальгамы претерпел многие изменения. В стоматологии применяется медная и серебряная амальгама. В настоящее время почти во всех странах применяют серебряную амальгаму со значительным добавлением меди, так называемые высокомедные амальгамы.

## Состав

### Серебряная амальгама
Серебряная амальгама состоит из ртути, серебра, олова, цинка и др. Серебро придает амальгаме твёрдость, олово замедляет процесс твердения, медь повышает прочность и обеспечивает прилегание пломбы к краям полости. Ртуть в этой системе является растворителем.
Достоинством серебряной амальгамы являются твёрдость, пластичность, свойство не изменять цвет зуба (амальгамы последних поколений), она не разрушается и не изменяется в полости рта. Недостатками амальгамы являются плохая адгезия, высокая теплопроводность, усадка и наличие крайне токсичной ртути в её составе.

## Неблагоприятное действие амальгамы
Вопрос о неблагоприятном действии ртути дискутируется с момента начала применения амальгамовых пломб. Установлено, что ртуть из амальгамы поступает в ротовую жидкость, а затем в организм. Считается, что количество ртути, поступающее в организм из пломб (даже при наличии 7-10 пломб), не превышает предельно допустимых доз. Однако многие исследования подтверждают обратное: амальгама может негативно влиять на функцию почек и других органов, вызывать нарушения нервной системы, такие как депрессия, тревожность и агрессия.
Ртуть, попадая в организм, оказывает негативное влияние на нервную систему. В результате может развиться меркуриализм, хроническое заболевание, первыми симптомами которого являются парестезии (ощущение ползания по коже мурашек, вшей, клещей и т. п.) и зуд кожи при видимом отсутствии её повреждений. При продолжающемся отравлении могут развиться энцефалопатия, повреждения почек, печени и других органов.